# Генри, Марк
Марк Дже́ррольд Ге́нри (англ. Mark Jerrold Henry, род. 12 июня 1971, Силсби, Техас) — бывший американский пауэрлифтер, олимпийский тяжелоатлет, стронгмен и рестлер, в настоящее время работающий в All Elite Wrestling (AEW) в качестве комментатора, аналитика, тренера и скаута рестлеров.
Наиболее известен своей 25-летней карьерой в WWE, где он был двукратным чемпионом мира. Он двукратный олимпиец (1992 и 1996), золотой, серебряный и бронзовый призёр Панамериканских игр в 1995 году. Как пауэрлифтер, он был чемпионом мира WDFPF (1995) и двукратным чемпионом США (1995 и 1997), а также абсолютным рекордсменом мира в приседании и становой тяге. В настоящее время ему по-прежнему принадлежат мировые рекорды WDFPF в приседании, становой тяге и сумме, а также американский рекорд USAPL в становой тяге с 1995 года. Ему приписывают самый большой присед и суммарный жим в пауэрлифтинге, когда-либо выполненный протестированным на допинг атлетом, независимо от весовой категории, а также самый большой жим, выполненный американцем.
В тяжелой атлетике Генри был трехкратным национальным чемпионом США по тяжелой атлетике (1993, 1994, 1996), победителем открытого чемпионата США (1992), двукратным чемпионом Олимпийского фестиваля США (1993 и 1994) и чемпионом NACAC (1996). Ему принадлежат все три старших американских рекорда по тяжелой атлетике 1993—1997 годов. В 2002 году он выиграл первый ежегодный турнир Arnold Strongman Classic.
Придя в 1996 году в World Wrestling Federation (ныне WWE), он стал однократным чемпионом Европы WWF и двукратным чемпионом мира, владея титул чемпиона ECW в 2008 году и титул чемпиона мира в тяжелом весе в 2011 году. Он стал лишь четвёртым афроамериканским чемпионом мира в истории WWE (после Скалы, Букера Ти и Бобби Лэшли).
В апреле 2018 года Генри был введен в Зал славы WWE.

## Ранняя жизнь
Генри родился в небольшом городке Силсби в восточном Техасе, в 145 км к северо-востоку от Хьюстона. В детстве он был большим поклонником рестлинга, и Андре Гигант был его любимым рестлером. Во время посещения рестлинг-шоу в Бомонте, Техас, юный Генри попытался дотронуться до Андре, когда тот шел по проходу, но споткнулся о баррикаду. Андре поднял его из толпы и поставил обратно за баррикаду. Когда Генри было 12 лет, его отец, Эрнест, умер от осложнений диабета. Когда Генри было 14 лет, у него диагностировали дислексию.
Генри происходит из семьи, в которой почти все мужчины крупнее среднего, особенно его двоюродный дядя Чадд, который был ростом 200 см, весил около 230 кг, никогда не имел пары фабричной обуви и был известен как самый сильный человек в Пайни Вудс в Восточном Техасе.
Генри играл в футбол в средней школе до выпускного класса, когда он растянул связки в запястье во время первой игры года и набрал меньше 700 баллов на SAT.

## Личная жизнь
У Генри есть старший брат по имени Пэт. Он живёт в Остине, Техас, со своей женой Яной, сыном Джейкобом и дочерью Джоанной. У него также есть двухметровый хорек по кличке Пип. Он ездит на автомобиле Hummer, который выиграл в 2002 году на турнире Arnold Strongman Classic. 10 сентября 2012 года Генри был одним из гробоносцев на похоронах актёра Майкла Кларка Дункана.
В марте 2019 года Генри пообещал после смерти пожертвовать свой мозг для исследований энцефалопатии боксёров.

## Титулы и достижения

### Пауэрлифтинг
- Сумма троеборья в 1060 килограмм с прохождением допинг-контроля[16].

### Силовой экстрим
- Arnold Strongman Classic
  - Победитель турнира Arnold Strongman Classic (2002)

### Тяжёлая атлетика
- Олимпийские игры
  - Участник олимпийских игр (1992 (10 место), 1996 (14 место))
- Панамериканские игры
  - Серебряный медалист Панамериканских игр (1995)
- Другие достижения
  - Senior American обладатель рекорда в рывке, толчке и в сумме (1993—1997)
  - Senior National Championship (1993, 1994, 1996)

### Рестлинг
- Cauliflower Alley Club
  - Премия Железного Майка Мазурки (2019)[17]
- George Tragos/Lou Thesz Professional Wrestling Hall of Fame
  - Премия имени Фрэнка Готча (2021)[18]
- Pro Wrestling Illustrated
  - Самый прибавивший рестлер года (2011)[19]
  - № 9 в топ 500 рестлеров в рейтинге PWI 500 в 2012[20]
- World Wrestling Federation/Entertainment/WWE
  - Чемпион ECW (1 раз)[21]
  - Чемпион мира в тяжёлом весе (1 раз)[22]
  - Чемпион Европы WWF (1 раз)[23]
  - Зал славы WWE (2018)[7]